# Rathaus Eisenstadt

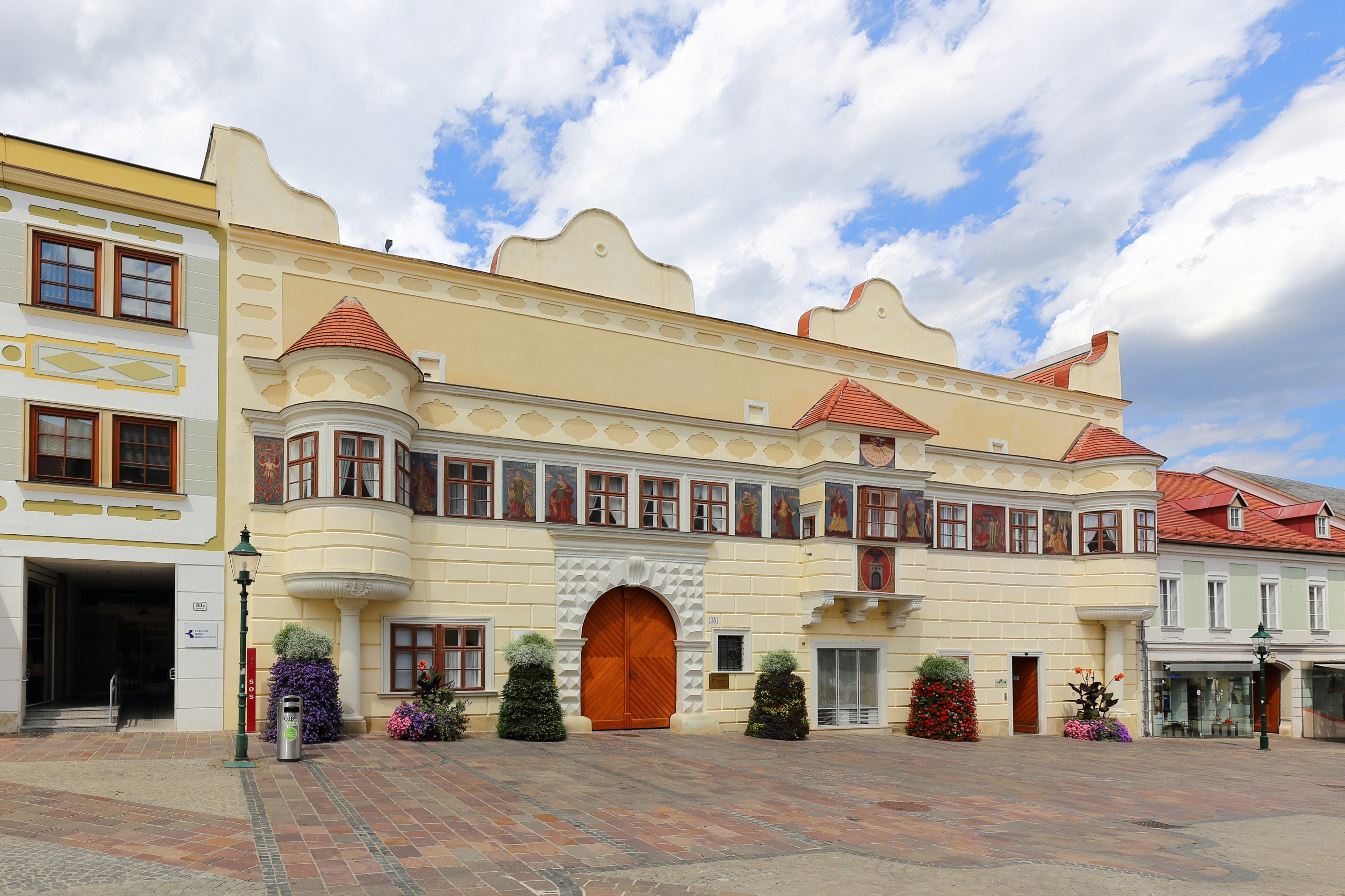
Rathaus Eisenstadt (2016)

Das Rathaus in Eisenstadt, der Hauptstadt des österreichischen Bundeslandes Burgenland, befindet sich in der Hauptstraße Nr. 35. Das auf das 17. Jahrhundert zurückgehende Bauwerk steht unter Denkmalschutz.

## Architektur
Die 27 Meter lange Straßenfront des zweigeschoßigen Gebäudes besitzt bis an die Fenster des Obergeschoßes Quaderputz. Die Fassade erhält ihre rhythmische Gliederung durch drei Erker und ein großes Eingangsportal, das von Diamantquaderputz eingefasst ist. Die beiden äußeren Runderker ruhen auf Säulen, der mittlere, kastenförmige auf drei Konsolen. Den Mittelerker zieren eine Sonnenuhr und das Stadtwappen von Eisenstadt.
Die Flächen zwischen den Fenstern des Obergeschoßes sind mit bildlichen Darstellungen gefüllt. Sie zeigen vom linken bis zum Mittelerker symbolisch die Tugenden Treue, Hoffnung, Mildtätigkeit, Gerechtigkeit, Weisheit, Stärke und Mäßigkeit als Frauengestalten, mit der lateinischen Beschriftung. Rechts des Mittelerkers folgen Szenen aus dem Alten Testament für die richterliche Weisheit (Salomonisches Urteil), die Heimatliebe (Judith und Holofernes) sowie den Verzicht auf Würde zugunsten der Weisheit und Erkenntnis (Salomon und die Königin von Saba).
Das Bauwerk wird abgeschlossen durch eine breite Attika, hinter der sich ein dreiteiliges Grabendach verbirgt. Überstehende Giebelteile werden durch geschwungene Ziergiebel kaschiert.

## Geschichte
Das Rathaus entstand um 1650, nachdem Eisenstadt 1648 königliche Freistadt geworden war. Einige Renaissanceteile, wie die Decke in der Eingangshalle, stammen aus dieser Zeit. Das heutige Erscheinungsbild rührt von dem Umbau um 1760 her.
Die ebenfalls aus der Renaissance stammenden Wandmalereien wurden 1949 von Rudolf Holzinger (1898–1949) nach den alten Mustern neu gemalt. Das Innere des Hauses wurde mehrfach umgebaut, zuletzt 1959. Anlässlich der Errichtung des zweckgerechten modernen Rathaus-Neubaus hinter dem historischen in den Jahren 1999 bis 2001 wurde letzterer umfassend saniert.